# Relaciones Panamá-República Árabe Saharaui Democrática
Las relaciones Panamá-Sahara Occidental se refiere a las relaciones históricas entre Panamá y la República Árabe Saharaui Democrática. Panamá fue el primer estado de América que reconoció internacionalmente a la República Árabe Saharaui Democrática en julio de 1978, las relaciones diplomáticas formales se establecieron el 1 de junio de 1979. Una embajada del Sahara (la primera en el continente americano) fue abierta en Ciudad de Panamá en 1980, durante el gobierno de Aristides Royo.

## Cronología
El 27 de junio de 2007, el presidente de la RASD Mohamed Abdelaziz recibió al agregado de prensa del ministro de Relaciones Exteriores de Panamá.
En 2009 se creó el Grupo Interparlamentario de Amistad para el intercambio de experiencias legislativas.
El 4 de junio de 2009, Ali Mahamud Embarek presentó sus credenciales como nuevo Embajador de la República Árabe Saharaui Democrática en Panamá.
El 17 de marzo de 2010, el vicepresidente de Panamá Juan Carlos Varela y el ministro delegado saharaui a cargo de Hash Ahmed firmaron una convención de cooperación cultural y educativa, dando a los saharauis Estudiantes y profesionales la oportunidad de viajar a Panamá para realizar estudios avanzados, especializados y de grado. En septiembre de 2011, el ministro de Relaciones Exteriores de Panamá Roberto Henríquez, al reunirse con el embajador de la RASD en Panamá, destacó la importancia de la cooperación que ambos países realizaron en educación y cultura.
En septiembre de 2012, el embajador saharaui fue recibido por el decano de la Universidad Autónoma de Chiriquí Chiriquí, Héctor Requena Núñez, durante una visita realizada por el embajador a la Universidad. La Universidad ofrece becas para estudiantes saharauis. Los estudiantes saharauis estaban estudiando medicina en Panamá en el momento de la visita. Panamá fue el primer país latinoamericano en acoger estudiantes saharauis en sus universidades.
El 4 de abril de 2013, el canciller Fernando Núñez Fabrega aceptó la visita del embajador de la RASD en Panamá, Ali Mahamud Embarek. Durante la audiencia ceremonial celebrada en la sede del Ministerio de Relaciones Exteriores del Palacio Bolívar, el diplomático saharaui reiteró el deseo de las autoridades saharauis de seguir fortaleciendo los lazos diplomáticos entre las dos naciones. Pero el 20 de noviembre de 2013 el gobierno panameño decidió suspender las relaciones diplomáticas con la República Árabe Saharaui Democrática.
El 18 de diciembre de 2014, la nueva vicepresidenta de Panamá, Isabel Saint Malo, recibió al ministro de Relaciones Exteriores saharaui Mohamed Salem Ould Salek. El ministro saharaui expresó el interés de la RASD en restablecer las relaciones diplomáticas entre los dos países y reabrir la embajada saharaui en Panamá.

## Acuerdos internacionales
- El convenio de cooperación cultural y educativa, firmado el 17 de marzo de 2010, entró en vigor el 2 de noviembre de 2010.[2]